# Stunder János Jakab
Stunder János Jakab (Koppenhága, 1759. november 5. – Besztercebánya, 1811. augusztus 13.) magyar festőművész.

## Életpályája
Szülei: Stunder Jacques és Elizabeth Adamiova voltak. Koppenhágában tanult a Képzőművészeti Akadémia hallgatójaként 1780 körül. 1784-ben Olaszországban volt tanulmányúton. Bécsben (1791-1793), Pesten, Lőcsén és Besztercebányán (1807-1811) dolgozott. Kazinczy Ferenc hívta Magyarországra.
A 18.-19. század egyik legjelentősebb művésze. Leginkább magas rangú tisztviselőket ábrázolt. Besztercebányán a felvilágosodás klasszicista vonalával foglalkozott. A szentekről szóló művei is jelentősek voltak, és mitológiai témákat is festett. Műveit a Magyar Nemzeti Galéria, a Besztercebányai Központi Szlovák Múzeum őrzi.

## Művei
- Gróf Festetich László mint Herkules (1805)
- Önarckép

## Díjai
- Nagy Ezüst Díj (1870, Képzőművészeti Akadémia)

## Fordítás
- Ez a szócikk részben vagy egészben  a   Ján Jakub Stunder című szlovák Wikipédia-szócikk ezen változatának fordításán alapul.  Az eredeti cikk szerkesztőit annak laptörténete sorolja fel. Ez a jelzés csupán a megfogalmazás eredetét és a szerzői jogokat jelzi, nem szolgál a cikkben szereplő információk forrásmegjelöléseként.